# Regió de Friburg
|  | Per a altres significats, vegeu «Friburg». |

La regió de Friburg és una de les quatre regions administratives (Regierungsbezirke) de l'estat federat de Baden-Württemberg, a Alemanya, situat al sud-oest del Land. Ocupa des de les muntanyes de la Selva Negra (Schwarzwald) fins a la vall del Rin. Està subdividida en tres regions (Regionalverband): Hochrhein-Bodensee, Schwarzwald-Baar-Heuberg i Südlicher Oberrhein.
Té una àrea de 9.347 km² i una població de 2.207.106 habitants.

## Geografia
La regió de Friburg es troba al sud-oest de l'estat de Baden-Württemberg i va ser anomenada fins al 31 de desembre del 1972 regió de Suedbaden.
Limita al sud amb Suïssa, a l'oest amb Alsàcia, al nord amb la regió de Karlsruhe i a l'est amb la regió de Tübingen. La seva extensió i límits actuals van ser definits en la reforma territorial i administrativa de l'1 de gener del 1973.
| Kreise (districtes) | Kreisfreie Städte (Districtes urbans) |
| --- | ------------------------------------- |
| 1. Breisgau-Hochschwarzwald 2. Emmendingen 3. Constança (Konstanz) 4. Lörrach 5. Ortenaukreis 6. Rottweil 7. Schwarzwald-Baar 8. Tuttlingen 9. Waldshut | 1. Friburg de Brisgòvia               |